# Рагби 15 репрезентација Швајцарске
Рагби јунион репрезентација Швајцарске је рагби јунион тим који представља Швајцарску у овом екипном спорту. Рагби се у Швајцарској игра преко 140 година. Данас Швајцарска има око 5 000 регистрованих рагбиста и 26 рагби клубова који су подељени у 3 лиге. Најубедљивију победу швајцарски рагбисти забележили су 2000. против Бугарске 90-9. Најтежи пораз Швајцарској је нанела Рагби јунион репрезентација Шпаније 1993. када је било 40-0. Рагби јунион репрезентација Швајцарске такмичи се у дивизији 2А Куп европских нација.
== Тренутни састав ==
Флориан Дилет
Томас Бросард
Кристоф Џилет
Џеки Дерви
Ијан Вајс
Џонатан Хадсон
Исмаел Мајер
Педро Дубоис
Али Ноури
Лудовик Келер
Дидијер Ричард
Џош Бјорнсон
Геби Фокс
Алфредо Бургенер
Дејвид Смит
Оливиер Гербер
Шелте Бетен